# 雷神ELCAN光學技術
雷神ELCAN光學技術（Raytheon ELCAN Optical Technologies），前稱恩斯特·徕茨-加拿大或ELCAN光學技術是一家生產光學和電子儀器的跨國公司和私人公司，為雷神公司的子公司，成立於1952年，總部設在加拿大安大略省米德蘭，分部設在美国德克萨斯州達拉斯縣理查森和西班牙安達盧西亞馬拉加省马拉加，通過軍備技術公司及其經銷商渠道銷售面向民用和軍用市場生產的設備，專注於設計和製造光學解決方案，以滿足軍事和商業規範。

## 概述
1952年，德国光学器材公司恩斯特·徕茨光学公司（Ernst Leitz GmbH）成立了在加拿大的分公司ELCAN（Ernst Leitz Canada）。直至1998年，ELCAN先後被休斯飛機公司、通用汽車和雷神公司收購。
徠卡M4是最著名的相機，光學儀器則是3.4×28毫米倍率的ELCAN SpecterOS（C79）光學瞄準鏡，並且安裝在迪瑪科C7（C7A1和C7A2）、C8（C8A1、C8A2和C8A3）、FN Minimi（C9A1和C9A2）、FN MAG（C6）和CZ-805 Bren突擊步槍系列槍械上使用。C79光學瞄準鏡本身的設計目的就不是作為狙擊步槍的瞄準鏡，而是計畫用於安裝在各種的步槍並且給所有使用步槍的步兵及特等射手們使用。
標線採用了氚光照明設計，能夠解決C79在光線不足或夜間時照明的問題。由於有低放射性的氚的半衰期約為8—12年，在這段時間亮度會因為放射性衰變而在一般的時間內減少了一半並且失去光澤，這時便需要更換內部的氚燈。
C79光學瞄準鏡的高度設置是通過位於瞄準鏡底部的鏡架後面整合的一個水平拇指指輪配件調節。拇指指輪作為100公尺（109.36碼）刻度對200—800（220—870碼）的距離以內的一個子彈彈道補償機構。這使得使用者方便地調整其C79光學瞄準鏡直到他們希望瞄準及射擊的距離。鏡體側前方整合的旋帽配件需要使用硬幣協助調節。戰鬥時使用者可以從200公尺（218.72碼）開始調整瞄準鏡的設置。
C79光學瞄準鏡底部的鏡架可以利用任何樣式的MIL-STD-1913式皮卡汀尼導軌直接裝上槍械機匣上，然而鏡架的設計缺點是會發生污垢問題，少許的污物掉進鏡架裡面就會導致距離調整功能無法使用的情況。
另一個基本上使用相同瞄準鏡體的版本就是M145機槍用光學瞄準鏡。M145不同於標準型放大3.4倍光學瞄準鏡，在十字線上（其實就在十字線下端）同時配備子彈彈道補償，而不是在十字線頂端。標線是由電池供電的發光二極管照明，並且備有11種強度設定，在低光度時提供對瞄準線的照明。它主要是被美國軍隊的M4A1、M249、M240和偶爾的M60E4上使用。
該公司生產一系列幽靈戰鬥用光學瞄準鏡。分別有多種構型：
- SpecterOZ 1-5-20×
- SpecterDR 1.5-6×：可分為匹配5.56毫米或7.62毫米彈道的標線
- SpecterDR 1-4×（SU-230/PVS）：可分為匹配5.56毫米或7.62毫米彈道的標線
- SpecterOS 6×瞄準鏡：可分為匹配5.56毫米或7.62毫米彈道的標線
- SpecterOS 4×瞄準鏡：可分為匹配5.56毫米或7.62毫米彈道的標線
- SpecterTR 1-3-9：可分為匹配5.56毫米或7.62毫米彈道的標線
- SpecterOS 3.4×瞄準鏡（C79、M145）：可分為匹配5.56毫米或7.62毫米彈道的標線

## 外部連結
- （英文）雷神ELCAN光學技術 （页面存档备份，存于）